# توم ديكسون (لاعب كرة قاعدة)
توم ديكسون (بالإنجليزية: Tom Dixon)‏ هو لاعب كرة قاعدة أمريكي، ولد في 23 أبريل 1955 في أورلاندو في الولايات المتحدة.

## وصلات خارجية
- توم ديكسون على موقعبيزبول رفرنس.كوم (الدوري الرئيسي) (الإنجليزية)
- توم ديكسون على موقعبيزبول رفرنس.كوم (الدوري الثانوي) (الإنجليزية)